# Plectris griseosetosa
Plectris griseosetosa är en skalbaggsart som beskrevs av Moser 1924. Plectris griseosetosa ingår i släktet Plectris och familjen Melolonthidae. Inga underarter finns listade i Catalogue of Life.